# Gleitender Kesselbetrieb
Der gleitende Kesselbetrieb ist die einfachste Art, um die Temperatur in einem Heizkessel in Abhängigkeit zur Außentemperatur zu regeln. Dabei wird die Abschalttemperatur des Kessels durch die eingestellte Heizkurve im Zweipunktregler begrenzt und das Wärmeverteilsystem
direkt mit jener Temperatur versorgt, mit welcher der Heizkessel betrieben wird.
Das erhitzte Heizungswasser wird mittels einer Umwälzpumpe in das Wärmeverteilsystem gefördert, ohne dass die Vorlauftemperatur
vorher durch ein Mischventil geregelt wird.
Im Gegensatz zu Heizanlagen mit Mischventil treten bedingt durch die Schalthysterese des Heizkessels relativ hohe Temperaturschwankungen auf.
Außerdem ist die Minimaltemperatur des Heizsystems mit der Minimaltemperatur des Heizkessels beschränkt. Tiefere Vorlauftemperaturen sind nur mit einem Mischventil regelbar.